# Aldo Maria Brachetti Peretti
Aldo Maria Brachetti Peretti (Fermo, 18 settembre 1932) è un dirigente d'azienda e imprenditore italiano.

## Biografia
Di antica famiglia marchigiana, è figlio del conte Ugo Giuseppe Galliano Brachetti e di Augusta Piccinini. Nel 1983, alla morte del padre, ereditò il titolo paterno . Conseguita la laurea in economia e commercio, ha iniziato a lavorare nel 1957 in API, oltre ad insegnare all'università di Roma e di Parma, nelle facoltà di Economia e Commercio, Scienze delle Finanze, Storia Economica, e Tecnica Bancaria.
Aggiunse il cognome Peretti in seguito al matrimonio nel 1957 con Mila Peretti, figlia del proprietario dell'API Ferdinando Peretti,  con Decreto del Presidente della Repubblica datato 4 marzo 1967.
Nel 1965 è entrato a far parte del consiglio d'amministrazione e nel 1974 è stato nominato vicepresidente esecutivo e amministratore delegato dell'API.
Nel 1977 ha assunto la carica di presidente e amministratore delegato dell'API e il 2 giugno 1978 è stato nominato Cavaliere del lavoro.
È presidente della società API Holding nonché membro della giunta e del consiglio direttivo dell'Unione Petrolifera.
Il 6 ottobre 2009 l'università degli studi di Parma gli ha conferito la laurea specialistica honoris causa in Ingegneria.
È produttore di vini bordolesi con la cantina di sua proprietà "Il Pollenza".
Tra i suoi figli, Ugo Brachetti Peretti dirigente dell'azienda e ambasciatore dell'Ordine di Malta, e Ferdinando Brachetti Peretti (n.1960) dirigente ed ex marito della principessa Mafalda d'Assia.